# William W. Hallo
William Wolfgang Hallo (* 9. März 1928 in Kassel; † 27. März 2015) war ein US-amerikanischer Altorientalist und Professor für Assyriologie und Babylonische Literatur an der Yale University.

## Leben
William Hallo wurde 1928 als zweites Kind des Kunsthistorikers Rudolf Hallo (1896–1933) und der Ökonomin Gertrud Hallo, geb. Rubensohn, in Kassel geboren. Sein Vater, erster Nachfolger von Franz Rosenzweig in der Leitung des Freien Jüdischen Lehrhauses in Frankfurt am Main und seit Mitte der 1920er Jahre Kustos am Hessischen Landesmuseum in Kassel, starb bereits 1933. So wurde es für die Mutter im nationalsozialistischen Deutschen Reich immer schwerer, sich und die beiden Kinder durchzubringen. 1939 gelang es ihr noch rechtzeitig, nach England zu emigrieren und 1940 Visa in die USA zu erhalten. William Hallo gelangte zunächst mit einem der Kindertransporte, in denen unbegleitete jüdische Kinder aus Nazideutschland ausreisen konnten, nach Großbritannien.
William Hallo studierte nach seinem Schulabschluss Sprachen und Literatur der Sprachen des Nahen Ostens in Harvard, Chicago und Leiden in den Niederlanden. 1955 promovierte er mit der Arbeit Early Mesopotamian Royal Titles an der Universität von Chicago. Von 1962 bis zu seiner Emeritierung 2002 lehrte er Assyriologie und Babylonische Literatur an der Yale University und war Kustos an der dortigen Babylonian Collection.

## Wirken
William W. Hallo war einer der international renommiertesten Vertreter der Altorientalistik. Ihm gelang die Entzifferung einiger bedeutender Textfunde aus der frühesten Zeit menschlicher Schriftkultur. Durch seine Forschungen zu den Sprachen und Kulturen Mesopotamiens trug er wesentlich zu einer kulturgeschichtlichen Gesamtdeutung der Menschheitsgeschichte bei.
Ein weiteres Pionierwerk von William W. Hallo war die Übersetzung von Franz Rosenzweigs Hauptwerk Der Stern der Erlösung ins Englische (1971), an der auch seine Mutter Gertrude Hallo einen wichtigen Anteil hatte. 1991 nahm er die Franz-Rosenzweig-Gastprofessur an der Universität Kassel wahr.

## Ehrungen
- Ehrendoktorwürde vom Hebrew Union College in Cincinnati
- Franz-Rosenzweig-Gastprofessur 1991 an der Universität Kassel

## Schriften (Auswahl)
- The Ensi’s of the Ur III Dynasty. University of Chikago Microfilm, 1953.
- Early Mesopotamian Royal Titles: a Philologic and Historical Analysis. New Haven 1957.
- Sumerian Archival Texts. Leiden 1963.
- mit J.J.A. van Dijk: The Exaltation of Inanna. New Haven/London 1968.
- The Star of Redemption, by Franz Rosenzweig. Translated from the Second Edition of 1930 by William W. Hallo, New York 1971.
- mit William Kelly Simpson: The Ancient Near East: a History. New York 1971.
- mit David B. Ruderman und Michael Stanislawski: Heritage: Civilization and the Jews, a source reader. New York 1984.
- mit Scott G. Beld und Piotr Michalowski: The Tablets of Ebla: Concordance and Bibliography. Winona Lake IN 1984.
- The Book of the People. Brown Judaic Studies. Atlanta 1991.
- Origins. The Ancient Near Eastern Background of Some Modern Western Institutions. Leiden/New York/Köln 1996.
- Suche nach den Ursprüngen (eine autobiographische Skizze). In: Wolfdietrich Schmied-Kowarzik (Hrsg.): Vergegenwärtigungen des zerstörten jüdischen Erbes. Franz-Rosenzweig-Gastvorlesungen Kassel 1987–1998. Kassel 1997.